# Walther Muringen
Walther (Wally) Muringen (4 april 1957 – 27 april 2023) was een Surinaams musicus en componist. Hij componeerde en speelde aanvankelijk voor theaterstukken die geschreven waren door Thea Doelwijt en die op een gegeven moment opgevoerd werden door het Doe-theater. Als drummer speelde hij in verschillende bands, waaronder in The Falling Stones en Fra Fra Sound.

## Biografie
Walther Muringen kwam uit een muzikaal gezin. Zijn vader was de kapelmeester en arrangeur Eddy Muringen. Ook zijn zus Lucretia, broer Cherwin en andere broers zijn muzikaal. Als kind stonden ze met hun vader op het podium onder de naam The Youth of Today.

### Suriname
Muringen werkte sinds het begin van de jaren 1970 voor muziektheaterstukken van Thea Doelwijt. In 1972 was dat als componist voor Hare Lach en in 1973 als gitarist voor Land te koop, waarmee ze ook in Nederland en Curaçao optraden.
Vanaf de tweede helft van de jaren 1970 speelde en componeerde hij voor het Doe-theater, waarvoor Thea Doelwijt stukken schreef die Henk Tjon regisseerde. Rond 1981/1982 nam hij met Marcel Balsemhof en zijn vader Eddy Muringen het album Kinderplaat op voor de Female Jaycees Paramaribo.

### Nederland
Na de Decembermoorden (1982) was de situatie zodanig veranderd, dat het onmogelijk was geworden om nog langer maatschappijkritische stukken in Suriname op te voeren. Een groot deel van de leden van het Doe-theater vertrok daardoor naar Nederland, onder wie ook Muringen. Een ander lid was Harto Soemodihardjo, met wie hij ook een tijd in The Falling Stones speelde. Verder speelde hij in Fra Fra Sound, waar hij indruk maakte met afwisselende ingewikkelde drumritmes en solo-scats. Hij bespeelde ook andere instrumenten, zoals trompet en flügelhorn.

### Terug in Paramaribo
In 2002 opende hij een restaurant in Paramaribo met de naam Joke’s Crab House. Hier nodigde hij musici en liefhebbers uit om deel te nemen aan jamsessies. Tussen 1976 en 1982 was hij al ook al eens eigenaar van een horecagelegenheid in de stad, namelijk de discotheek Chiraz.
In 2010 speelde hij in de theatervoorstelling over Lieve Hugo in Theater Thalia. In 2016 schreef hij de muziek voor het theaterstuk Ode aan het Doe-theater, dat geregisseerd werd door Ivan Tai-Apin. Verder heeft hij workshops gegeven voor de Nationale Volksmuziekschool.
Walther Muringen overleed op 27 april 2023. Hij is 66 jaar oud geworden.